# Pablo Feijoo
Pablo Feijoo (18 de maio de 1982) é um jogador de rugby sevens espanhol.

## Carreira
Pablo Feijoo integrou o elenco da Seleção Espanhola de Rugbi de Sevens, na Rio 2016, que foi 10º colocada.